# Archiv

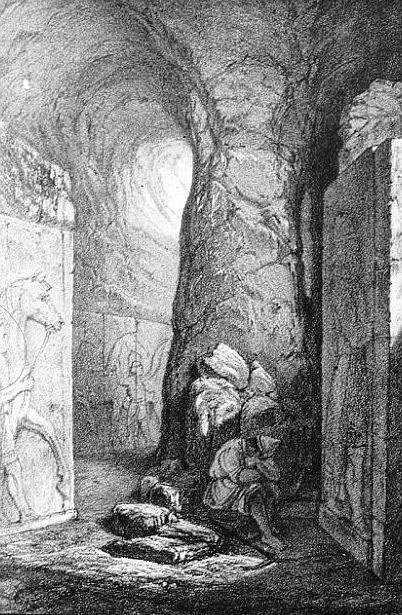
Eingang zu den „Archivkammern“ im Palast Assurbanipals

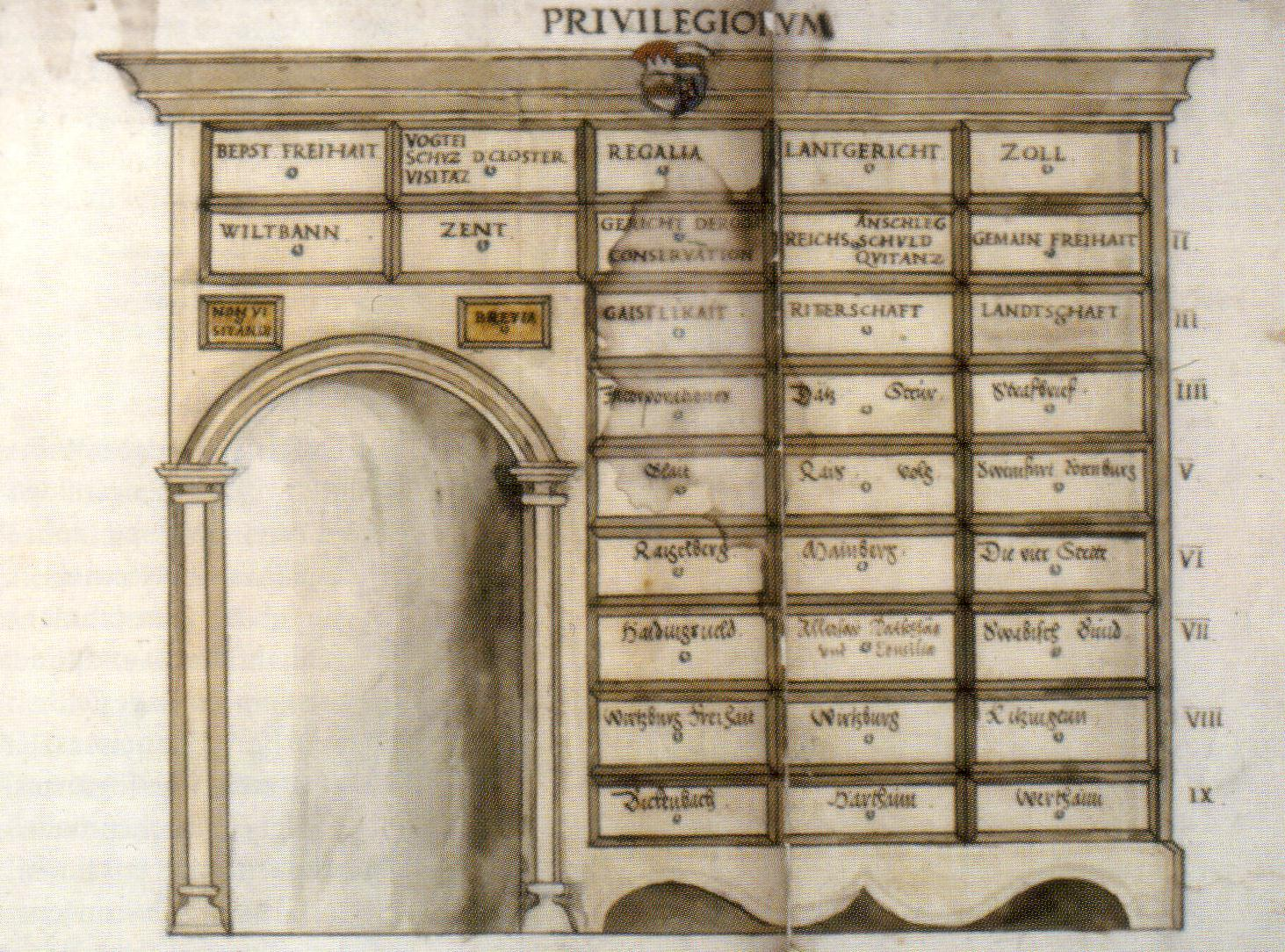
Zeichnung eines Archivschranks, 16. Jahrhundert

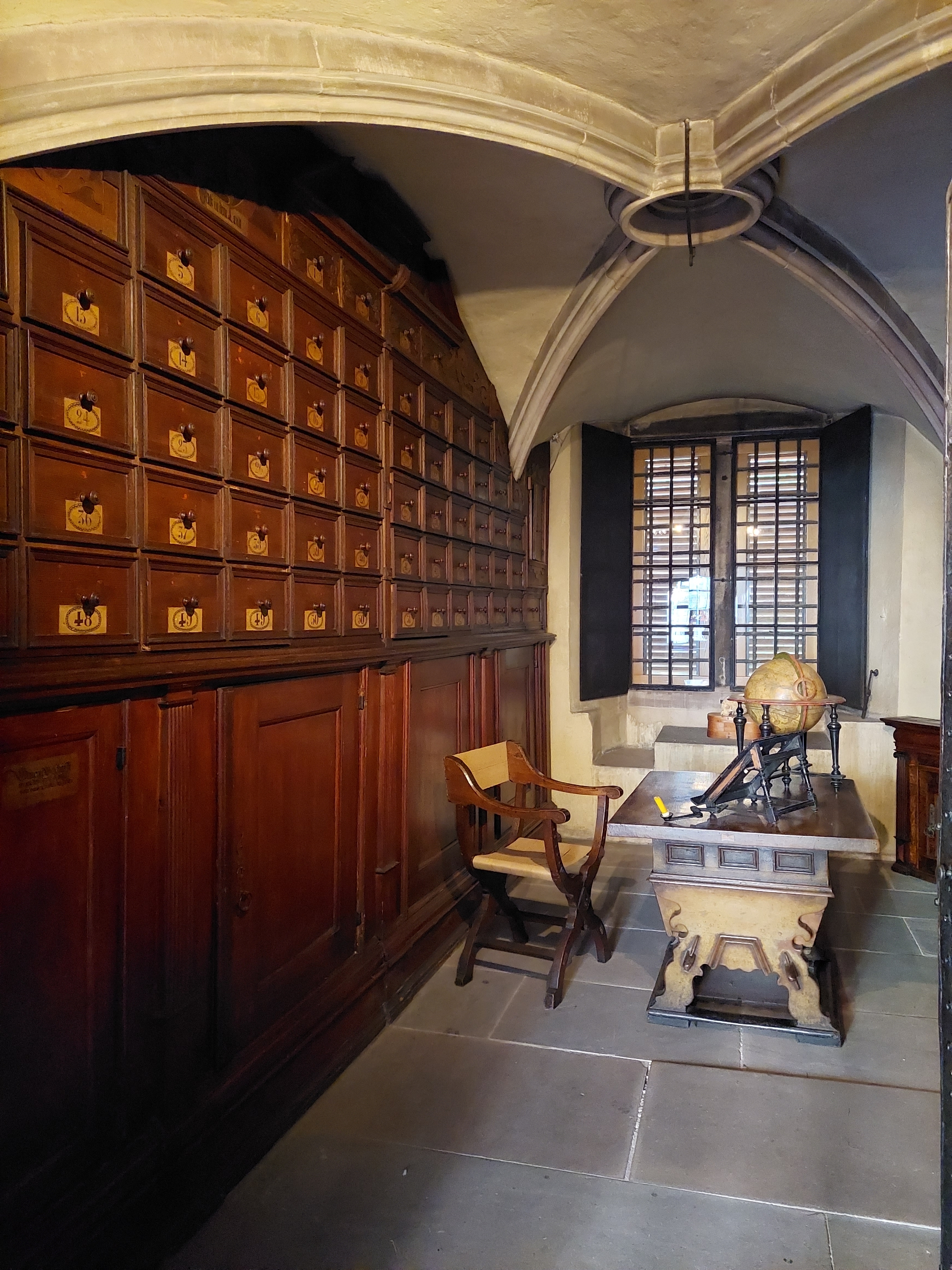
Archiv- und Arbeitszimmer der Straßburger Münsterbauhütte, Straßburg, Musée de l'Œuvre Notre-Dame

Ein Archiv (lateinisch archivum ‚Aktenschrank‘; aus altgriechisch ἀρχεῖον archeíon ‚Amtsgebäude‘) ist eine Institution oder Organisationseinheit, in der Archivgut zeitlich unbegrenzt im Rahmen der Zuständigkeit des Archivs oder des jeweiligen Sammlungsschwerpunktes aufbewahrt, benutzbar gemacht und erhalten wird (Archivierung).
Mit dem Begriff können auch Gebäude oder Räumlichkeiten gemeint sein, in denen ein Archiv oder Archivgut untergebracht ist (Magazin).
Archive gibt es weltweit und in nahezu allen Kulturen und Lebensbereichen. Archive entstanden mit den ersten schriftlichen Überlieferungen und dienten von Anbeginn der Sicherung wichtiger Informationen, vor allem zum langfristigen Nachweis von Eigentumsrechten oder vertraglichen Dokumenten.
Archive erscheinen sowohl in öffentlicher (z. B. Staaten, Kommunen) als auch privater Trägerschaft (z. B. Unternehmen, Vereine, Familien). Die öffentlichen Archive arbeiten aufgrund von Archivgesetzen, welche die Archivierung und die damit verbundenen Arbeitsfelder als öffentliche Pflichtaufgabe deklarieren. Da zunehmend Unterlagen nur noch digital existieren, gewinnt die digitale Archivierung an Bedeutung.
Zusammen mit anderen Gedächtnisinstitutionen wie Bibliotheken, Dokumentationsstellen oder Museen bilden Archive das besonders sensible kulturelle sowie das rechtlich-administrative Gedächtnis eines Staates, einer Kommune oder einer Region. Spezifisch für Archive ist, dass das aufbewahrte Archivgut oft eine Primärquelle darstellt und teilweise nur einmalig überliefert wurde. Archive sind deshalb ein wichtiger Gegenstand des Kulturgüterschutzes.

## Archivgut

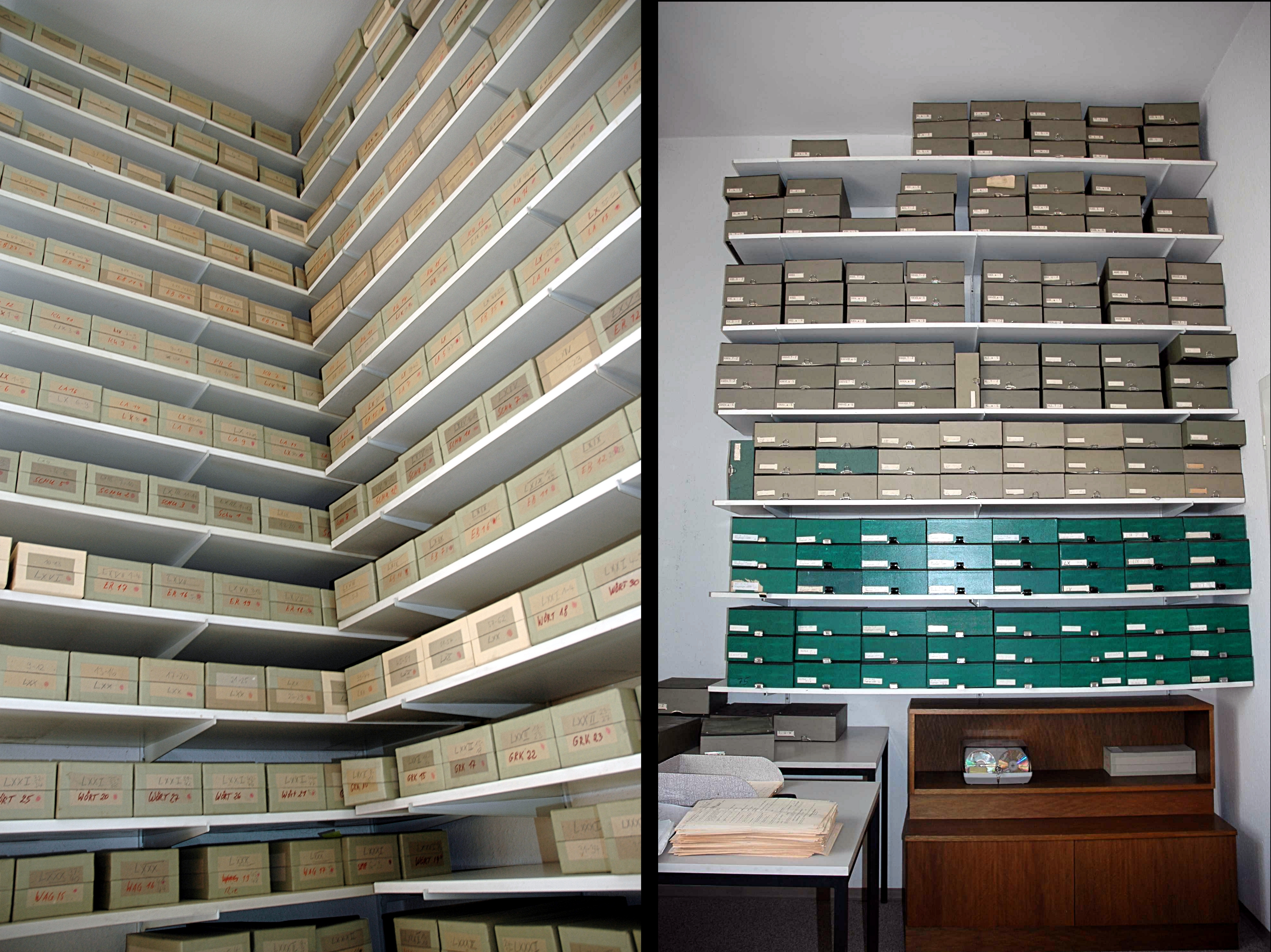
Zettelarchiv der ehemaligen Arbeitsstelle Ostfränkisches Wörterbuch 2006 in Bayreuth

Die in den Archiven archivierte Information und die dazugehörigen Informationsträger werden unter dem Begriff Archivgut oder Archivalien zusammengefasst. Eine einzelne Archivguteinheit wird auch Archivale genannt (neutrum, Plural Archivalien).
Archivgut ist derjenige Teil von Unterlagen, der von Schriftgut führenden Stellen wie beispielsweise Behörden, Unternehmen, Vereinen, Familien oder Privatpersonen für die aktuelle Aufgabenerledigung nicht mehr benötigt wird und vom zuständigen Archiv als unbefristet aufzubewahren bewertet wurde (Archivische Bewertung). Diese Art von Dokumenten haben die Eigenschaft, dass sie die Aufgaben (sowohl Pflichtaufgaben als auch freiwillige Aufgaben) und die Tätigkeiten der jeweiligen unterlagenführenden Stelle authentisch dokumentieren (beispielsweise Bankenaufsicht des Bundesfinanzministeriums, Wasserversorgung einer Gemeinde, Produktdesign im Autounternehmen, wissenschaftliche Daten eines Forschungsinstituts, Tagebuch oder Briefwechsel einer Privatperson).
Die Informationen können dabei auf unterschiedlichen Trägern überliefert sein, beispielsweise papiergebundene oder elektronische Sachakten, Datenbanken oder andere digitale Systeme, Einzeldokumente, Karten und Pläne, Fotos, Filme oder Tonaufnahmen.
Mit der inhaltlichen Erschließung der im Archivgut enthaltenen Informationen entstehen umfangreiche Datenbanken und Hilfsmittel wie Findbücher und Verzeichnisse. Diese werden für Benutzungen und für die Auswertung genutzt und heute überwiegend über das Internet zugänglich gemacht. Archivgut besteht in der Regel aus Unikaten, die als Primärquellen einen herausragenden Stellenwert für historische Forschungen haben, aber auch als Träger authentischer Nachweise oder Informationen für Institutionen oder den Bürgern dienen.
Schriftgutführende Stellen (Registraturbildner) bieten ihr (dienstliches) Schriftgut obligatorisch oder freiwillig – je nach rechtlichem Hintergrund – dem zuständigen Archiv an, wenn die Unterlagen zur aktuellen Aufgabenerfüllung nicht mehr benötigt werden. Archive bewerten, ob das Schriftgut archiviert oder vernichtet werden kann. Den noch nicht Archiven angebotenen Teil von Unterlagen bezeichnet man auch als Registraturgut, insbesondere in Behörden und Unternehmen. Zwischen Archivgut und Registraturgut bestehen signifikante rechtliche Unterschiede, da Archivgut nicht mehr für die alltägliche Aufgabenerfüllung benötigt wird. Dennoch gibt es auch Gemeinsamkeiten, die durch das Modell des Lebenszyklus von Unterlagen verdeutlicht werden.
Den vor-archivischen Aufbau und Umgang mit Schriftgut sowie die Vorgangs- und Aktenbildung regelt das Records Management der Verwaltung der aktenführenden Stelle (Registraturbildner). Gerade im Bereich der Aktenbildung und Aktenorganisation wird seit vielen Jahren eine zunehmende Entprofessionalisierung der Arbeit im Vorfeld sichtbar. Eigenmächtige Kassationen oder unsachgemäße Lagerung des dienstlichen Schriftgutes (siehe Schimmelbefall) können dazu führen, dass Überlieferungslücken von wichtigen Informationen bei der Archivierung festgestellt werden müssen. Archive sind aufgrund des vorgegebenen Aufgabenprofils sowie sehr begrenzter Personal-Ressourcen nicht in der Lage, die grundlegende Arbeitsaufgabe der Aktenorganisation der Verwaltungen zu übernehmen. Die inhaltlichen Überlieferungen im Archivgut hängen somit stark vom Zustand des jeweiligen Records Managements (Organisation der Aktenführung, Aktenbildung, Aktenplan) ab. Archive und damit die Archivare sind somit darauf angewiesen, dass die Aktenführung des jeweiligen Registraturbildners zuverlässig, regelmäßig und vollständig erfolgt. Das gilt gleichermaßen für die vielfältigen digitalen Überlieferungen.

## Erweiterung des Archivbegriffs
Oft steht Archiv einfach für einen Ort, an dem nicht mehr Aktuelles vorgehalten wird, beispielsweise haben viele Websites einen entsprechenden Archivbereich. Bei Archiv handelt es sich nicht um einen fest definierten oder gar geschützten Begriff. Ganz unterschiedliche Einrichtungen dürfen sich Archiv nennen, obwohl es vielfach näher läge, sie als Altregistraturen, Bibliotheken, Museen oder Dokumentationsstellen zu bezeichnen.
Die sogenannte Archivierung im IT-Bereich führt zur Verwässerung des eigentlichen Archivbegriffs. So sprechen viele Unternehmen, die digitale Registratursysteme anbieten oder verwenden, von Archivierung, wenn es um die Speicherung von Daten im System geht (elektronische Archivierung). Andere Gedächtnisorganisationen wie Bibliotheken sprechen von Langzeitarchivierung, wenn die dauerhafte Erhaltung ihrer digitalen Informationen gemeint ist (digitales Archiv). Langzeitarchivierung ist ein zu vermeidender Pleonasmus, da Archiv ja bereits Langzeitaufbewahrung, eigentlich sogar dauerhafte Aufbewahrung, bedeutet. Oft ist im IT-Bereich nicht einmal der Begriff Archiv angemessen, wenn es nur um eine, oft sogar entsprechend Datenschutzgesetzen zeitlich zu begrenzende Langzeitspeicherung, aber nicht um eventuell sogar illegale dauerhafte Aufbewahrung geht.
Die Verwendung des Begriffs Archiv in der IT-Branche meint also eigentlich „Langzeitspeicherung“, hat sich aber dennoch mit der beschriebenen Bedeutungsverschiebung etabliert. So werden etwa Systeme zur elektronischen „Archivierung“ oder für die Datensicherung (siehe etwa das Tar-Dateiformat) als Archive bezeichnet, obwohl sich heutzutage die Zugriffszeiten aus Sicht der menschlichen Arbeit kaum noch von denen im laufenden System der Datenträger unterscheiden. Im 20. Jahrhundert war es üblich, Daten aus der elektronischen Langzeitspeicherung in abgeschlossenen Panzerschränken aufzubewahren. Hier wäre es Aufgabe der Sprachwissenschaft, durch Aufklärung gegenzusteuern, um wieder eine korrekte Verwendung des Begriffes auch in der IT-Welt zu erreichen.
In der postmodernen Kulturwissenschaft wird Archiv im Anschluss an Michel Foucault als Oberbegriff für Informations- und Wissensspeicher wie z. B. Bibliotheken gebraucht, wobei für Foucault der Begriff des Archivs weit über einen Ort des Bewahrens hinaus auch „das allgemeine System der Formation und der Transformation von Aussagen“ bezeichnet. Der Begriff umfasst hier alle Bedingungen, unter denen Aussagen und in der Folge Wissen entstehen können.
Die Plattform Wikileaks, die außerhalb jeder staatlichen Institution entstand, ist als eine „radikale Demokratisierung des Archivs“ aufgefasst worden.

## Archivarten und Archivträger
Bei den Archiven in Deutschland und den deutschsprachigen Nachbarländern fallen eine starke Fragmentierung und verschiedenartige Ausrichtung der einzelnen Institutionen auf. In Deutschland wurden durch den Verband deutscher Archivarinnen und Archivare  (VdA) acht verschiedene Archivsparten unterteilt, die wiederum eine große Bandbreite von Archiven beinhalten.
Die wichtigsten Träger, Betreiber oder Eigentümer von Archiven sind öffentliche und halböffentliche Institutionen. Daneben werden Archive aber auch von großen Unternehmen, Organisationen sowie von Privatpersonen unterhalten. Vom Archivträger hängt auch die Überlieferungsbildung des zuständigen Archivs ab. Zu den Archiven der öffentlichen Hand zählen allgemein gesamtstaatliche Archive, Landesarchive, Kommunalarchive, Kammerarchive sowie Schul- und Universitätsarchive. Diese Archive erfüllen einen gesetzlichen Auftrag. Zu den Archiven von Institutionen und Vereinigungen gehören Archive von Religionsgemeinschaften (auf der Ebene von Ländern, Klöstern und Pfarren und nach Konfessionen getrennt), Vereinsarchive, Stiftungsarchive der Parteien, Gewerkschafts- und Arbeitgeberverbandsarchive, Innungsarchive und weitere.
Im Bereich der privaten Archive finden sich etwa Unternehmensarchive und Archive von privaten Personen bzw. Familien, die meist nicht für Außenstehende zugänglich sind. Ein Beispiel für ein Familienarchiv ist das Hausarchiv des bis 1918 regierenden preußischen Königshauses auf Burg Hohenzollern. Hinzu kommen die Archive in Zeitungs- und Zeitschriftenverlagen. Als Beispiel für das Archiv eines großen Zeitungsverlages eignet sich das der Süddeutschen Zeitung. Die Süddeutsche Zeitung (SZ) verfügt seit ihrer Gründung 1945 über ein Pressearchiv, das die Texte der eigenen Redakteure und zahlreicher nationaler und internationaler Publikationen dokumentiert und auf Anfrage für Recherchezwecke bereitstellt.
Die große Bandbreite der Archivlandschaft lässt sich mittlerweile gut in den im Archivportal-D nachgewiesenen über 2600 Archiven Deutschlands nachvollziehen.

## Bewertung
Die Auswahl und damit Bewertung von Schriftgut eines Registraturbildners zählt zu den wichtigsten Aufgaben eines Archivs.
Der Archivar entscheidet darüber, welche Informationen archivwürdig sind und damit dauerhaft aufbewahrt werden und welche kassiert, d. h. vernichtet werden. Die Bewertung von Unterlagen ist eine wesentliche Aufgabe, da die Archivierung aller Dokumente eines Registraturbildners zu hohen Kosten für die Lagerung und Bestandserhaltung führen würde. Des Weiteren wird durch die fachgerechte Auswahl der zu archivierenden Informationen eine gezieltere Recherche und Nutzung des Archivgutes ermöglicht und die Aufbewahrung redundanter Informationen vermieden. Trotz sinkender Speicherkosten gilt dies auch für genuin digital entstandene Dokumente. Die erforderlichen regelmäßigen Migrationen in aktuelle Dateiformate machen die dauerhafte Aufbewahrung von digitalen Archivalien teuer.
In der Regel werden nur einige wenige Prozent der angebotenen Unterlagen archiviert. Die Bewertung erfolgt anhand von Bewertungskriterien, die vorher erarbeitet werden sollten, ständig aktualisiert werden müssen und auf objektiver Grundlage basieren. Dabei wird zwischen formalen und inhaltlichen Kriterien unterschieden. Die Bewertungsentscheidungen sind zu protokollieren, damit ihre Nachvollziehbarkeit und die Transparenz gewährleistet sind.
In den Archiven der Länder und des Bundes werden zunehmend Bewertungsmodelle eingesetzt, die für verschiedene Verwaltungszweige und -behörden verbindliche Aussagen über die Archivwürdigkeit der dort anfallenden Unterlagen treffen.
Im kommunalen Archivwesen finden Dokumentationsprofile immer stärkere Verbreitung. Dabei handelt es sich um einen ganzheitlichen Ansatz der Überlieferungsbildung für amtliche und nicht amtliche Unterlagen der lokalen Lebenswelten eines Archivsprengels (Zuständigkeit des Archivs).

## Erschließung
Die Erschließung (die Ordnung und Verzeichnung des Archivguts) erfolgt in Facharchiven nach genormten Verfahren und in der Regel nach dem Provenienzprinzip.
Im 19. Jahrhundert war das Pertinenzprinzip weit verbreitet, welches die Unterlagen ohne Rücksicht auf ihren Entstehungszusammenhang und ihre Herkunft (Provenienz) nach Sachbegriffen (Pertinenzen) organisierte.
Ein Nachteil ergab sich daraus, dass ein aus dem Zusammenhang gerissenes Schriftstück erheblich geringere Aussagekraft hat, als ein Schriftstück, das in seinem Entstehungskontext belassen wurde. Die Erschließung nach dem Pertinenzprinzip wird heute v. a. im Rahmen der Erschließung von Sammlungen und Nachlässen angewandt.
Ausgehend vom angloamerikanischen Raum und den bereits bestehenden einheitlichen OVG arbeiten Archive an gemeinsamen Standards wie Encoded Archival Context und Encoded Archival Description. Da sich in den USA Archive und Bibliotheken weit näher stehen als im deutschsprachigen Raum, kommt es durch die Kooperation auf dem Gebiet der Standardisierung zu einer verstärkten Zusammenarbeit von Archiven und Bibliotheken. Allerdings hat es sich nicht bewährt, bibliographische Formate auf archivische Bedürfnisse anzupassen. Der Internationale Archivrat (ICA/CIA) verabschiedete im Jahr 2000 ISAD(G) als Anwendungsstandard zur Verzeichnung von Archivgut (General International Standard Archival Description), bzw. 2004 ISAAR(CPF) (International Standard Archival Authority Record for Corporate Bodies, Persons, and Families).
Damit wird der Eigenständigkeit archivischer Arbeitsmethoden Rechnung getragen. Der Individualisierung von Einzelstücken wird entgegengewirkt und der im Provenienzprinzip artikulierten Bedeutung der Entstehungszusammenhänge und Ursprungszwecke Rechnung getragen. Durch die Vereinheitlichung wird eine Verbesserung der Arbeitsmethoden erreicht, die sich an der Praxis orientiert und die damit zur Grundlage für die Entwicklung nationaler Standards wird.
Angestrebt wird, dass in Zukunft der Benutzer nach einheitlichen Standards weltweit in vernetzten Archivdatenbanken in den Suchhilfsmitteln der Archive recherchieren kann.

## Bestandserhaltung

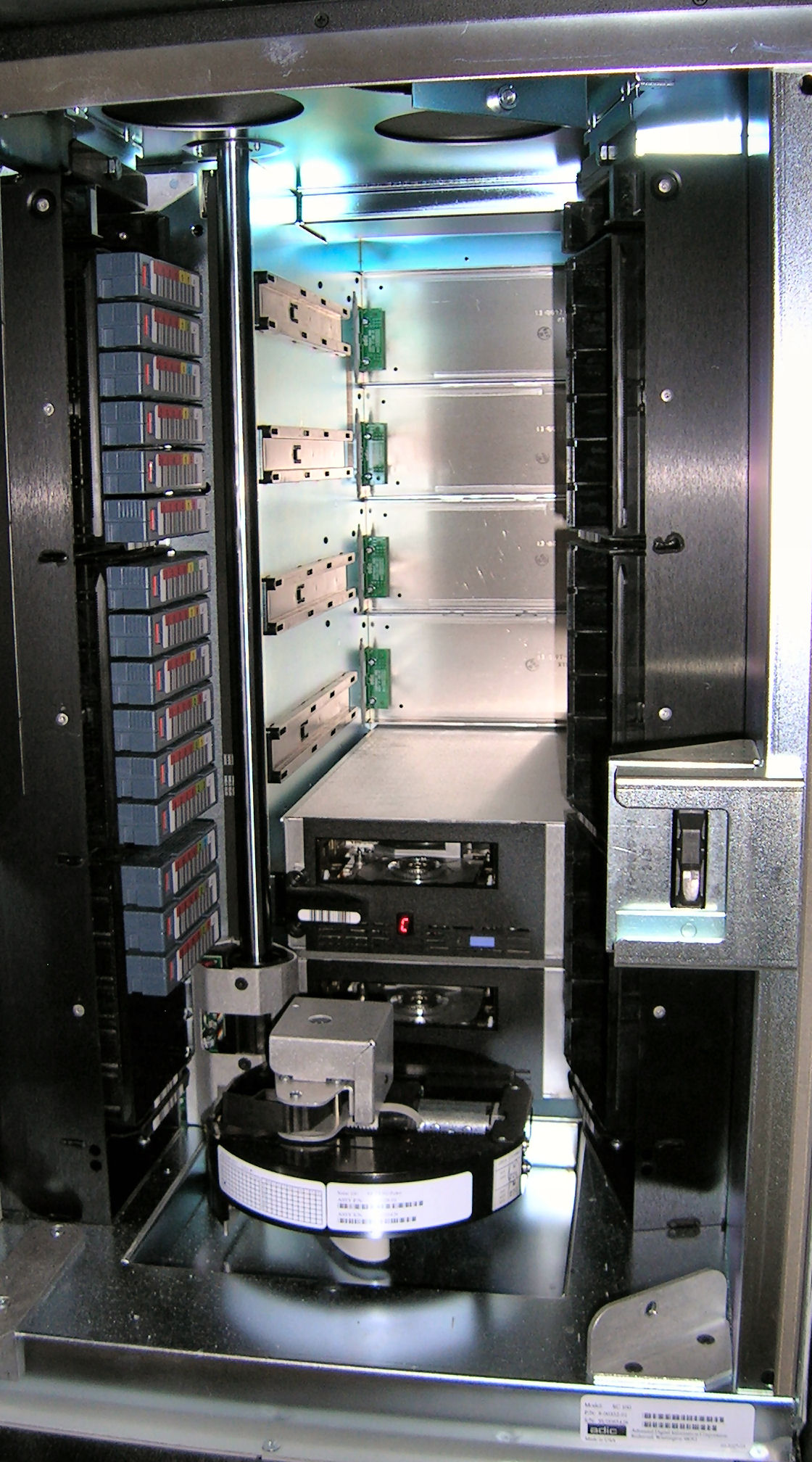
Tape Library (Innenansicht)

Da Archive das ihnen anvertraute überwiegend schriftliche Kulturgut dauerhaft oder zumindest für längere Zeit sichern sollen, stellt sich das Problem der Bestandserhaltung. Ein Problem ist beispielsweise die Archivierung von Papierdokumenten, die nicht holzfrei sind oder schädliche Zusatzstoffe wie Leim und Pigmente enthalten. Während Dokumente auf altem Hanfpapier sehr dauerhaft über Jahrhunderte lagerfähig sind, zerfallen europäische Dokumente aus dem 19. Jahrhundert oft durch Säurefraß. Die Restaurierung ist oft nur noch durch Massenentsäuerung und nachträgliche Stabilisierungsverfahren, wie beispielsweise durch das Papierspaltverfahren möglich. Darüber hinaus stellt die Erhaltung unterschiedlicher Medienformate, wie von Fotoaufnahmen, Tonbändern oder Filmen, eine große Herausforderung dar, die fachübergreifend durch entsprechend ausgebildete Restauratoren erfolgen muss.
Besondere Probleme wirft die Langzeitarchivierung von digitalen Informationen auf, da die Haltbarkeit der derzeit üblichen Datenträger sehr begrenzt ist. Beispielsweise sind bereits heute Teile der Daten des Apollo-Programmes nicht mehr lesbar, weil die Computer, Betriebssysteme und Programme von damals nicht mehr verfügbar sind oder die Daten nicht auf neuere Systeme übernommen wurden.
Das in Archiven gespeicherte Kulturgut ist in vielen Ländern durch Naturkatastrophen, Kriege oder sonstige Notfälle bedroht, in den Tropen zudem durch die stete hohe Luftfeuchtigkeit und papierfressende Insekten. Deshalb gibt es auch bei Archiven eine starke Bündelung vorhandener Ressourcen sowie die Vernetzung vorhandener Fachkompetenzen um den Verlust oder die Beschädigung zu verhindern bzw. Schäden so gering wie möglich zu halten. Internationaler Partner für Archive ist dabei gemäß der Haager Konvention zum Schutz von Kulturgut von 1954 und deren 2. Protokoll von 1999 die Organisation Blue Shield International. National und International gesehen gibt es aus rechtlichen Gründen zur nachhaltigen Sicherung des Bestandes von Kulturgutspeichereinrichtungen viele Kooperationen zwischen Archiven und lokalen Blue-Shield-Organisationen. Das betrifft auch die Erhebung von zu schützenden Archiven beziehungsweise sonstigen Kulturgütern, die Erstellung von „No-strike lists“, die Verknüpfung ziviler und militärischer Strukturen und die Ausbildung von lokalem militärischen Personal hinsichtlich Schutz von Kulturgut. Grundsätzlich sollen bei Katastrophen im Hinblick auf Archive und sonstige Kulturgutträger idealtypisch durch Blue Shield vermittelte beziehungsweise organisierte je nach Notwendigkeit aufgestellte lokale Bündnisse samt Hilfe aus erreichbaren Drittstaaten schnelle Schadensbegrenzung erreichen.

## Benutzung
Benutzungen sowie die Auswertungs- und Öffentlichkeitsarbeit von Archivgut stehen am Schluss der Bewertungs- und Erschließungsprozesse der dauerhaft vorzuhaltenden Informationen. Eine Benutzung der Informationsträger (wie Akten, Pläne oder auch Fotoaufnahmen) ist unterschiedlichen Rechtsnormen unterlegen. Vor allem die Entwicklung des Datenschutzes war der Motor für die Archivgesetzgebung. In den öffentlichen Archiven weltweit spielt der Respekt vor sensiblen personenbezogenen Daten eine große Rolle. Beispielsweise können Personalakten in der Regel erst einige Zeit nach dem Tod des Betreffenden in die Benutzung gegeben werden (in Deutschland 10 bis 30 Jahre). Ist der Todeszeitpunkt nicht bekannt, wird eine Frist ab der Geburt (i. d. R. 90 bis 100 Jahre) festgelegt. Mit dem Aufkommen der Informationsfreiheitsgesetze spielen die früher dominierenden Befürchtungen, Benutzer könnten durch verfrühte Einsicht in Behördenakten der Verwaltung schaden, eine immer geringere Rolle. Für die Unterlagen des Bundes und der Länder gilt in Deutschland eine Regelsperrfrist von 30 Jahren nach Schließung der Akte.

### Nutzer
Die Benutzung der Bestände eines öffentlichen Archivs für die Auswertung zu persönlichen, rechtlichen oder wissenschaftlichen Zwecken ist für jeden nach Genehmigung eines dafür gestellten Benutzerantrags möglich. Auch eine schriftliche Anfrage gilt im rechtlichen Sinn als Benutzung. Als ursprünglicher Registraturbildner ist die das Archiv unterhaltende Verwaltung teilweise Hauptnutzerin des amtlichen Archivguts, um auch nach der ursprünglichen Aufgabenerledigung wichtige Informationen schnell zu erlangen oder in spezifischen Rechtsfragen auch nach Jahren noch Sicherheit zu bekommen.
Die Nutzung und Sichtung von öffentlichen und privaten Archiven zwecks Recherche, Sicherung und Auswertung von Quellen gehört zu den grundlegenden beruflichen Aufgaben von Historikern, freien Autoren, Publizisten, Wissenschaftlern und privaten Forschern (etwa Heimatforscher).

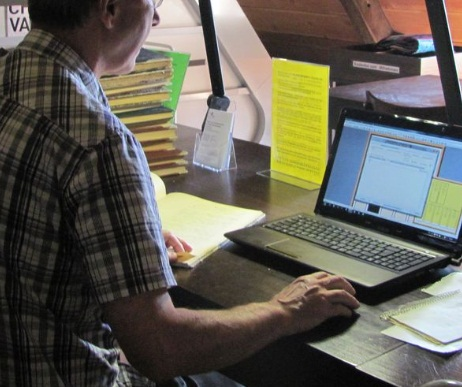
Ein Archivbenutzer betreibt Ahnenforschung in Standesamtsbüchern.

Durch die zahlreichen Personenstandsregister, Kirchenbücher und archivierten Einwohnermeldekarteien sind kommunale Archive eine beliebte Anlaufstelle für Genealogen bzw. Privatpersonen, die Informationen über ihre Vorfahren suchen. Auch zur Klärung von Erbstreitigkeiten und anderen Rechtsverfahren wenden sich beauftragte Rechtsanwälte oder Unternehmen an Archive, um beglaubigte Urkunden oder andere Dokumente zur Rechtssicherung ihrer Klienten zu erhalten.
Im Rahmen der Archivpädagogik können sich Schulklassen zum Beispiel für den Geschichtsunterricht die freie Zugänglichkeit der Archive zu Nutze machen und werden vom Archivpersonal fachlich unterstützt. Zu der Zeit wenn die Schüler der Gymnasien ihre Facharbeiten schreiben, bemerken die Archive außerdem jährlich eine Anhäufung von Anfragen durch Schüler, die in den Beständen originale Quellen suchen.

### Archivgesetze
In Deutschland bestehen verschiedene Gesetze auf Bundes- oder Landesebene, die die Zugänglichkeit von Archivgut regeln und die Aufgaben von Archiven formulieren. Auf kommunaler Ebene werden entsprechende Regelungen im Rahmen der kommunalen Selbstverwaltung in Satzungen formuliert. Gegenstand der Archivgesetze in Bezug auf die Archivbenutzung ist die Abwägung von Wissenschafts- und Informationsfreiheit einerseits und den Schutzrechten betroffener Personen andererseits. Hierzu werden Schutzfristen und andere Nutzungseinschränkungen zum Schutz des Archivguts formuliert. Die Einhaltung des geltenden Archivgesetzes verpflichtet die Archive zum Beispiel dazu, die Benutzung zu verweigern, wenn Grund zu der Annahme besteht, dass das Wohl der Bundesrepublik Deutschland oder eines ihrer Länder gefährdet würde, oder der Erhaltungszustand der Archivale eine Nutzung nicht zulässt.

### Sicherheit
Da Archivgut als Primärquelle einmalig ist, muss es vor Beschädigungen durch unsachgemäße Nutzung und zu hoher Beanspruchung geschützt werden. Bei vorsätzlicher Beschädigung der Archivalien kann dem Benutzer die erteilte Benutzungsgenehmigung entzogen werden. Um Vandalismus vorzubeugen, wird die Benutzung nur vor Ort in speziellen Benutzerräumen gestattet. Handschuhe müssen vom Benutzer bei sehr fragilen Archivdokumenten, Fotoaufnahmen, Negativen und teilweise auch bei Zeichnungen getragen werden, um einer Schädigung durch Schweiß vorzubeugen. Die Benutzung von Kugelschreibern kann im Einzelfall untersagt werden. Viele Archive fertigten früher Mikrofilme an, um den Archivbenutzern ein Betrachten von Büchern und Dokumenten per Mikrofilm-Lesegerät zu ermöglichen. So wurden auch die Originale geschont und vor unsachgemäßer Nutzung geschützt. Auch heute sind Mikrofilme neben umfangreichen Digitalisierungsmaßnahmen der Archive noch ein gängiges Konversionsverfahren. (siehe auch Retrokonversion)
Mit der Benutzung vor allem von älterem Archivgut kann das Einatmen von Staubpartikeln und Schimmelsporen verbunden sein. Empfindliche Personen könnten daher im Einzelfall allergisch reagieren. Da es sich nicht vollständig vermeiden lässt, dass Staub und Schimmelsporen Archivgut kontaminieren, ist es bei einer Benutzung ratsam, sich ggf. ausreichend zu schützen.

## Virtuelle Archive
Im Internet gibt es zahlreiche Archivportale. Sie bieten gebündelte Information über Archive und/oder die Möglichkeit, in den Beständen mehrerer Archive gleichzeitig zu recherchieren. Je nachdem, welche und wie viele Archive von dort erreichbar sind, gibt es thematisch engere und weitere (universellere) Webportale.
Das Wirken von Google Books hat seit 2004 vieles angestoßen. Zu dieser Zeit gab es nur vereinzelte Pilotprojekte zur Digitalisierung von Findhilfsmitteln und Archivgut, um beides im Internet zur Benutzung bereitzustellen. Der Gedanke von Open Access für Archivgut war damals kaum verbreitet.
Google verkündete 2004 das Ziel, bis 2015 15 Millionen Bücher gescannt zu haben. Google kooperiert auch mit dem gemeinnützigen Projekt Internet Archive. Google Books traf wegen seines Ansatzes – Start der Digitalisierungen in großem Stil, ohne vorher die Urheberrechtssituation der kopierten Werke grundsätzlich zu klären bzw. vertraglich zu regeln – auf teilweise erheblichen Widerstand, der auch in Rechtsstreitigkeiten mündete.
Google kooperiert mit zahlreichen besonders großen und alten Bibliotheken sowie vielen Universitätsbibliotheken:
- USA: University of Michigan, Harvard University, Stanford University, New York Public Library, University of Virginia, der University of Wisconsin–Madison, der Princeton University, der University of California und University of Texas at Austin.
- Europa:
  - die Bodleian Library der Oxford University,
  - 2007 gab die Bayerische Staatsbibliothek in München bekannt, als erste deutsche Bibliothek mit dem Projekt zu kooperieren. Es sollen etwa eine Million urheberrechtsfreier Werke aus den historischen Beständen und aus Spezialsammlungen digitalisiert werden.[23]

Weiter sinkende Digitalisierungskosten begünstigen den Prozess bis heute.
Die Digitalisierung von analogem Archivgut – abseits der Findhilfsmittel – wird ebenfalls befürwortet und – meist in Einzelprojekten – vorangetrieben. Dabei entstehende Digitalisate werden zur Nutzung im WWW bereitgestellt.
Die Digitalisierung ganzer und kompletter Akten und Aktenreihen stellt dabei weiterhin ein großes Problem dar, da die Inhalte immer im Kontext der Entstehung (Provenienz, Akte, Vorgang, Dokument) abgebildet werden müssen.
Das setzt daher ein exzellentes Records Management der Verwaltungen und Registraturbildner voraus (s. o.).
Darüber hinaus müssen eine Vielzahl an Rechten (Persönlichkeitsrechte, Urheberrechte, Geheimnisschutz) beachtet werden, die in der gedruckt vorliegenden Sekundärliteratur keine Rolle spielen.
Ein internationales Netzwerk zur Digitalisierung von Archivgut ist die 2008 gegründete ICARUS-Allianz (International Centre for Archival Research), in der 250 Institutionen kooperieren.

## Archivorganisationen und Berufsbild
Dem fachlichen Austausch dienen die Berufsverbände der Archivarinnen und Archivare (in Deutschland: VdA, in der Schweiz VSA, in Österreich VÖA) und Zusammenschlüsse von Archiven sowie archivische Fachzeitschriften (in Deutschland ist an erster Stelle Archiv – Theorie & Praxis und die Archivalische Zeitschrift zu nennen, in der Schweiz Arbido, in Österreich Scrinium).
Hinweise zum aktuellen Berufsbild sowie zur fachspezifischen Aus- und Weiterbildung von Archivaren in der heutigen Informationsgesellschaft stellt unter anderem der Verband deutscher Archivarinnen und Archivare (VdA) zur Verfügung. Weitere Hinweise finden sich im Archivblog des VdA.
Der Tag der Archive bietet Möglichkeiten, sich über das Berufsbild vor Ort zu informieren.